# Musselshell County
Musselshell County ist ein County im Bundesstaat Montana der Vereinigten Staaten. Der Sitz der Countyverwaltung (County Seat) befindet sich in Roundup.

## Demografische Daten
Nach der Volkszählung im Jahr 2000 lebten im County 4.497 Menschen. Es gab 1.878 Haushalte und 1.235 Familien. Die Bevölkerungsdichte betrug 1 Einwohner pro Quadratkilometer. Ethnisch betrachtet setzte sich die Bevölkerung zusammen aus 96,91 % Weißen, 0,07 % Afroamerikanern, 1,27 % amerikanischen Ureinwohnern, 0,16 % Asiaten, 0,04 % Bewohnern aus dem pazifischen Inselraum und 0,38 % aus anderen ethnischen Gruppen; 1,18 % stammten von zwei oder mehr ethnischen Gruppen ab. 1,60 % der Bevölkerung waren spanischer oder lateinamerikanischer Abstammung.
Von den 1.878 Haushalten hatten 27,20 % Kinder und Jugendliche unter 18 Jahre, die bei ihnen lebten. 55,60 % waren verheiratete, zusammenlebende Paare, 6,60 % waren allein erziehende Mütter. 34,20 % waren keine Familien. 30,10 % waren Singlehaushalte und in 13,80 % lebten Menschen im Alter von 65 Jahren oder darüber. Die Durchschnittshaushaltsgröße betrug 2,33 und die durchschnittliche Familiengröße lag bei 2,91 Personen.
Auf das gesamte County bezogen setzte sich die Bevölkerung zusammen aus 23,40 % Einwohnern unter 18 Jahren, 5,70 % zwischen 18 und 24 Jahren, 24,00 % zwischen 25 und 44 Jahren, 29,40 % zwischen 45 und 64 Jahren und 17,50 % waren 65 Jahre alt oder darüber. Das Durchschnittsalter betrug 43 Jahre. Auf 100 weibliche Personen kamen 95,40 männliche Personen, auf 100 Frauen im Alter ab 18 Jahren kamen statistisch 95,70 Männer.
Das jährliche Durchschnittseinkommen eines Haushalts betrug 25.527 USD, das Durchschnittseinkommen der Familien betrug 32.298 USD. Männer hatten ein Durchschnittseinkommen von 25.000 USD, Frauen 17.813 USD. Das Prokopfeinkommen betrug 15.389 USD. 19,90 % der Bevölkerung und 13,00 % der Familien lebten unterhalb der Armutsgrenze. 31,70 % davon waren unter 18 Jahre und 10,50 % waren 65 Jahre oder älter.

## Geschichte
Zwei Schulen im County sind im National Register of Historic Places eingetragen (Stand 8. Februar 2018).

## Orte im Musselshell County
Citys
| - Roundup |

Towns
| - Melstone |

Census-designated places (CDP)
| - Camp Three - Klein - Musselshell |

Ghost Towns
| - Carpenter Creek |